# Distanzunterricht in Deutschland
Distanzunterricht ist eine Form des Schulunterrichtes, die sich in Deutschland juristisch aus der Beschulungspflicht des Staates sowie dem Recht von Kindern auf schulische Bildung und damit zur Aufrechterhaltung des Unterrichts z. B. bei Auftreten einer Pandemie ergibt. Distanzunterricht kann aber auch dann angeordnet werden, wenn der Präsenzunterricht witterungsbedingt ausfällt. Einen plötzlichen Ausfall des Präsenzunterrichts kann es auch wegen Schäden am oder im Schulgebäude geben, z. B. bei einem Ausfall der Heizungsanlage in der kalten Jahreszeit. Der Begriff Distanzunterricht wird in Deutschland seit der COVID-19-Pandemie 2020 durch die Bildungsministerien der Bundesländer verwendet, zur Abgrenzung gegen Hausunterricht (= traditionelle deutsche Übersetzung des Begriffs "homeschooling") und Fernunterricht.

## Allgemeines
Die Beschulungspflicht umfasst den Bildungs- und Erziehungsauftrag des Staates. Der Distanzunterricht ersetzt damit zeitweilig, teilweise abrupt, den Präsenzunterricht, in den er wiederum (ebenfalls oft abrupt) zurückgeführt werden kann. Die Lernprozesse sind bewusst so zu gestalten, dass sie didaktisch und methodisch nicht von der Präsenz im Klassenzimmer abhängig sind.
Wechselunterricht besteht aus (idealerweise nicht kurzfristig angeordneten) Wechseln zwischen Präsenz- und Distanzphasen. Der Distanzunterricht unterliegt nicht den Regelungen des Fernunterrichtsschutzgesetzes. Zur genauen Formulierung bzw. Abgrenzung verwenden die Bildungsministerien der Bundesländer daher den Begriff Distanzunterricht. Umgangssprachlich wird jedoch auch Fernunterricht als Synonym für den Distanzunterricht verwendet.

## Schulpflicht und Recht auf Bildung bei Distanzunterricht
Der angeordnete Distanzunterricht dient dazu, die Beschulungspflicht zu erfüllen (als Pflicht des Staates, kontinuierlich gesetzkonformen Unterricht zu organisieren), er bildet damit die Grundlage der Einforderung der Schulpflicht während seiner Durchführung. Die Teilnahme am Distanzunterricht ist für Schüler ebenso verbindlich wie beim Präsenzunterricht. Es ist Pflicht der Schulen und der betroffenen Lehrkräfte, auch im Distanzunterricht die Nicht-Anwesenheit bzw. Nicht-Erreichbarkeit einzelner Schüler festzustellen und den Gründen für das Fernbleiben vom Unterricht nachzugehen.
Die Bezirksregierung Münster nennt als unverzichtbare Voraussetzung dafür, dass die Anwesenheit jedes einzelnen Schülers einer Lerngruppe jederzeit festgestellt werden kann, dass „[d]ie Lehrerinnen und Lehrer […] die Ausstattung der Elternhäuser mit Endgeräten und WLAN“ kennen und die Schule mangelhaft ausgestatteten Haushalten ggf. Endgeräte zur Verfügung stellt. Außerdem seien Lehrkräfte verpflichtet, sich auch im Distanzunterricht Lernenden persönlich zuzuwenden und sie zu beraten.
Das vom Bundesverfassungsgericht im November 2021 festgestellte „Recht auf gleichen Zugang zu staatlichen Bildungsangeboten im Rahmen des vorhandenen Schulsystems“ wird garantiert, wenn staatlich organisierter Unterricht außerhalb von Schulferienzeiten kontinuierlich bereitgestellt wird. In Fällen, in denen Präsenzunterricht nicht erteilt werden kann, müssen sich Länder darum bemühen, dass an allen Schulen Distanzunterricht erteilt werden kann.
Das Bundesverfassungsgericht bewertet den ungeplanten Wegfall von Präsenzunterricht im Prinzip als Übel:
Die Lern- und Kompetenzverluste nehmen mit jedem Wegfall von Präsenzunterricht zu und verstärken sich. Jede weitere Schulschließung verschlechtert nochmals die Möglichkeiten zur Entwicklung und Entfaltung der Persönlichkeit der betroffenen Schüler; die Intensität der Beeinträchtigung wächst daher mit jedem Eingriff. Das gilt auch für den Erwerb sozialer Kompetenzen. Je länger die Schulschließungen andauern, desto mehr geht die für die Persönlichkeitsentwicklung wichtige Gruppenfähigkeit verloren. Denn es entfällt ein Raum, in dem die Kinder und Jugendlichen die Aufrechterhaltung sozialer Kontakte in Interaktion mit anderen einüben können. Dies gilt umso mehr, als infolge der zur Bekämpfung der Pandemie ergriffenen Maßnahmen für die Betroffenen auch andere Räume der Begegnung nur eingeschränkt oder gar nicht zur Verfügung standen. Dies konnten auch digitale Räume so nicht ersetzen. 

Ausgehend davon beeinträchtigt das Verbot von Präsenzunterricht das Recht auf schulische Bildung der Schülerinnen und Schüler nach Art. 2 Abs. 1 in Verbindung mit Art. 7 Abs. 1 GG schwerwiegend.
Der entfallene Präsenzunterricht habe, so das Bundesverfassungsgericht, 2020 und 2021 zu Lernrückständen, negativen Effekten auf die fachspezifische Kompetenzentwicklung sowie Defiziten in der Persönlichkeitsentwicklung geführt, da der Ersatzunterricht unzureichend organisiert und durchgeführt worden sei. „Der entfallene Präsenzunterricht führte zu einer Reduzierung des Unterrichts auf die Kernfächer, dem Verlernen von Arbeitshaltung und -organisation sowie zum Verlust der Fähigkeit, Schulstress bewältigen zu können.“
Im Prinzip sei, so das Gericht, Distanzunterricht zwar ein „unbedenkliches Mittel, um die Intensität des Eingriffs in das Recht auf schulische Bildung durch den Wegfall von Präsenzunterricht erheblich abzumildern“, aber er könne „den Präsenzunterricht nur begrenzt ersetzen.“ Insbesondere die Grundschüler seien „darauf angewiesen, dass Präsenzunterricht stattfindet, weil grundlegende Kompetenzen wie Lesen und Schreiben nur im Rahmen direkter Interaktion mit den Lehrern erfolgreich vermittelt werden können.“ Auch im Distanzunterricht könnten jedoch (älteren Schülern) „[b]ei guter digitaler Ausstattung von Schülern und Lehrkräften und angepassten pädagogischen Konzepten […] Fertigkeiten und Wissen […] erfolgreich vermittelt werden.“
Das Bundesverfassungsgericht ermahnt Bund und Länder, „naheliegende Vorkehrungen wie insbesondere eine weitere Digitalisierung des Schulbetriebs“ zu ergreifen, „um künftige Beschränkungen des Präsenzunterrichts grundrechtsschonender ausgestalten zu können.“
Die referierten Ausführungen des Gerichts beziehen sich nicht auf einen Distanzunterricht, der mittel- bis langfristig geplant ist und Bestandteil eines didaktisch-methodischen Konzepts der betreffenden Schule ist.

## Konzeptionen und Varianten des Distanzunterrichts
Bei Aussagen über „den“ Distanzunterricht muss zunächst geklärt werden, um welchen Typus von Distanzunterricht es sich handelt. Differenziert werden muss
- zwischen einem
  - Unterricht, der Bestandteil eines Medienkonzepts (s. u.) ist, welches eine tägliche Anwesenheit im Lehrinstitut nicht erforderlich macht – in einem solchen Konzept können auch Vorteile der Arbeit von zu Hause umgesetzt werden, darunter auch solche, die sich aus dem Prinzip „Bits und Bytes statt Menschen in Bewegung setzen“ ergeben (Einsparung von Zeit, Entlastung des Verkehrs, weniger Schadstoffemissionen) – und
  - einem Unterricht, der dem Umstand geschuldet ist, dass es zeitweise als zu gefährlich erscheint, wenn Lernende engen physischen Kontakt zu Mitlernenden und Lehrkräften haben bzw. wenn sie sich auf den Weg zum Lehrinstitut machen müssen, oder der aufgrund des Zustands des Schulgebäudes nicht möglich ist, sowie
- zwischen synchronen und asynchronen Formen des Distanzunterrichts; im synchronen Unterricht findet Lernen in „Echtzeit“ statt, während Reaktionen auf Impulse Lehrender im asynchronen Unterricht – analog oder digital – zeitlich versetzt erfolgen.

### Die Gleichwertigkeit von Präsenzunterricht und Distanzunterricht
In Nordrhein-Westfalen stellt § 2 der „Zweiten Verordnung zur befristeten Veränderung der Ausbildungs- und Prüfungsverordnungen gemäß § 52 SchulG“ fest: „Distanzunterricht ist dem Präsenzunterricht im Hinblick auf die Zahl der wöchentlichen Unterrichtsstunden der Schülerinnen und Schüler wie der Unterrichtsverpflichtungen der Lehrkräfte gleichwertig.“ § 3 Abs. 6 enthält die Vorschrift: „Distanzunterricht soll digital erteilt werden, wenn die Voraussetzungen dafür erfüllt sind.“
Die GEW Bayern kritisiert, dass die Gleichwertigkeit von Präsenz- und Distanzunterricht in § 19 Abs. 4 Ziffer 3 BaySchO bloß behauptet werde. Mit dieser Behauptung würden „pädagogische Grundsätze aufgehoben und aufgegeben, die die persönliche Beziehung Lehrkraft – Schüler*in als Voraussetzung für gelingende Bildung sehen.“ Die GEW Bayern lehne daher Distanzunterricht als regelmäßige Option von Unterricht ab.

### Die Gleichwertigkeit des asynchronen und des synchronen Distanzunterrichts
Detlef Steppuhn, IT-Beauftragter eines Berufskollegs und Autor einer Website von Microsoft, ist der Ansicht, dass „[a]synchroner Distanzunterricht […] keine Alternative zum Präsenzunterricht“ sei. Er sei nicht sehr lernfördernd, da die Schüler zum einen zu Hause die Aufgaben ohne direkte Lehrerunterstützung allein bearbeiten müssten. Sie hätten die asynchrone Nachfragemöglichkeit per Mail – wann dann die Antwort komme, sei nicht vorhersehbar. Zudem bestehe die Möglichkeit des „Abtauchens“ einzelner, nur noch schwer erreichbarer Schüler. Daraus zieht Steppuhn den Schluss, dass nur synchroner Distanzunterricht die zu erwartenden Qualitätsanforderungen an Unterricht erfülle, wenn er bestimmte technische, organisatorische, pädagogische und didaktische Voraussetzungen bewältige. Synchroner Distanzunterricht finde idealerweise in der Variante des Unterrichts nach Stundenplan über eine Lernplattform durch eine Audio-/Videokonferenz statt.
Dem widerspricht die Senatorin für Kinder und Bildung der Freien Hansestadt Bremen: „Da in Distanz-Phasen der vorgegebene schulische Rhythmus nicht unmittelbar relevant ist und es nicht empfehlenswert ist, den schulischen Rhythmus eins zu eins auf Distanz-Phasen zu übertragen, muss die zeitliche Gestaltung der Lehr-Lern-Situation überprüft, bewusst geplant und ggf. angepasst werden. Eine wiederkehrende Struktur ist empfehlenswert. Individuelle Bedürfnisse der Schüler*innen wie auch räumliche und personelle Situation der Schule müssen berücksichtigt werden.“ Keine Variante des synchronen oder asynchronen Distanzunterrichts und keine Mischform gilt im Land Bremen a priori als illegitim, wenn sie Ergebnis örtlicher Rahmenbedingungen ist. Es gilt dort der pragmatische Grundsatz für die Unterrichtsplanung: „Plane den Unterricht stets so, dass er mit möglichst wenigen Änderungen sowohl im Präsenz-, als auch im reinen Distanzlernen lernförderlich umsetzbar ist.“
Auch das Niedersächsische Kultusministerium widerspricht der These, asynchroner Distanzunterricht sei keine Alternative zum Präsenzunterricht. In seinen „Didaktische[n] Hinweise[n] für Lehrkräfte und Seminarausbilderinnen und Seminarausbilder“ fordert es für den Distanzunterricht in Niedersachsen im Gegenteil: „So viel asynchrone Kommunikation wie möglich, so viel synchrone wie nötig.“ Denn „[s]pätestens dann, wenn mehrere Kinder einer Familie gleichzeitig an Videokonferenzen teilnehmen sollen, kommt es zu Problemen.“

## Anwendungsfälle

### Distanzunterricht während der COVID-19-Pandemie in Deutschland 2020/2021
Die Ende 2019 erstmals beschriebene Infektionskrankheit COVID-19 breitet sich in Deutschland seit dem 27. Januar 2020 aus. Die COVID-19-Pandemie hatte erhebliche Auswirkungen auf das Bildungs- und Erziehungssystem. Unter anderem wurde versucht, mit Schließungen von Schulen und Kindertagesstätten und Distanzunterricht an Schulen und Hochschulen die Ausbreitung der Pandemie zu verlangsamen. Es kam zu zahlreichen Debatten um die Notwendigkeit und Verhältnismäßigkeit der Maßnahmen: Bspw. um die Frage, welche Rolle Schulen als Treiber der Pandemie spielen, oder um die Folgen von Schulschließungen für benachteiligte Schüler und Familien.
Von April bis August 2020 wurden bundesweit Deutschlehrer nach ihrem Kommunikationsverhalten während der COVID-19-Pandemie befragt. 38,6 % der Befragten gaben an, sie hätten während des Distanzunterrichts alle ihre Schüler erreichen können. Die Nicht-Erreichbarkeit von Schülern durch die übrigen Lehrkräfte habe sich aus der schlechten Ausstattung der Haushalte mit Endgeräten, aus schlechten Internetverbindungen sowie aus der mangelnden Unterstützung durch das Elternhaus ergeben.

#### Öffentliche Diskussion über die Eignung des Instruments Distanzunterricht in der Pandemie
Auf der Grundlage der im Schuljahr 2019/2020 gemachten Erfahrungen mit dem Ersatz von Präsenzunterricht durch Distanzunterricht während der COVID-19-Pandemie in Deutschland erklärten die Bundesbildungsministerin und die Kultusminister der Länder, dass es das oberste Ziel deutscher Bildungspolitik sei, einen zweiten Lockdown in Form von flächendeckenden Schulschließungen zu verhindern. Zugleich sollen mittels einer bundesweiten Bildungsplattform und digitalen Kompetenzzentren Lehrkräfte für die Arbeit mit digitalen Hilfsmitteln geschult werden. Die Kultusministerkonferenz beschloss in einem 8-Punkte-Konzept:
„Die Länder werden die Digitalisierung des Lehrens und Lernens weiter vorantreiben. Sie werden auf den in der Corona-Krise gemachten Erfahrungen aufbauen und die für den Distanzunterricht benötigten, verlässlichen und rechtlich sicheren Kommunikationsinstrumente und Lernplattformen weiter ausbauen. Sie werden im Rahmen des Digitalpakts Schule und der KMK-Strategie ‚Bildung in der digitalen Welt‘ eng zusammenarbeiten. Sie werden die nötige Fortbildung der Lehrkräfte zügig ausbauen. Um soziale Disparitäten zu vermeiden und Bildungsgerechtigkeit herzustellen, werden die Länder auch besonderes Augenmerk auf den Zugang von Schülerinnen und Schülern zu digitalen Unterrichtsformen sowie auf spezifische Angebote für Kinder und Jugendliche mit Unterstützungsbedarf legen.“
Durch Vertreter der Wirtschaft wurde die Notwendigkeit von Maßnahmen bestätigt, die Digitalisierung des deutschen Bildungswesens zu forcieren.
Der Digitalexperte Michael Pickhardt wies auf das „hohe Maß an IT-Sicherheitslücken vieler jetzt schnell eingesetzter Konferenzsysteme“ hin. Er forderte dazu auf, Distanzunterricht nicht als „unerwünschten Corona-Notnagel“ anzusehen und ihm nur eine Nebenrolle bei pädagogischen Konzepten einzuräumen, sondern Online-Unterricht „endlich als Standard-Baustein im Zuge der Digitalisierung unserer schulischen Einrichtungen“ in der „Schule von heute“ zu nutzen. Jochim Maiß, Bundesvorsitzender des Bundesverbandes der Lehrkräfte für Berufsbildung (BvLB), plädierte dafür, Distanzunterricht in die duale Berufsausbildung einzubinden.

#### Umgang des Staates mit dem Wunsch, nicht am stattfindenden Präsenzunterricht teilnehmen zu müssen
In einem Eilbeschluss stellte das Oberverwaltungsgericht für das Land Nordrhein-Westfalen am 22. September 2021 fest, dass einzelne Schüler (und deren Eltern) nur bei einer besonderen individuellen gesundheitlichen Gefährdung ihrer selbst oder ihrer Haushaltsgemeinschaft geltend machen können, im angeordneten Präsenzunterricht einer unzumutbar hohen Gefährdung durch das die Pandemie auslösende Virus ausgesetzt zu sein. Trifft diese Voraussetzung nicht zu, haben einzelne Schüler keinen Anspruch darauf, im Distanzunterricht beschult zu werden, und müssen am Präsenzunterricht ihrer Schule teilnehmen.
Die Senatsverwaltung für Bildung, Jugend und Familie Berlin hingegen teilte am 24. Januar 2022 in einem Schreiben an alle Schulleitungen im Land Berlin mit, dass die Präsenzpflicht im Land vom 25. Januar bis zum 28. Februar 2022 ausgesetzt sei. Eltern bzw. volljährige Schüler erhielten damit das Recht, selbst über die Teilnahme am Präsenzunterricht entscheiden zu können. Am 24. Januar 2022 betrug die 7-Tage-Inzidenz bei Berliner Kindern im Alter von 5 bis 14 Jahren 3667 Neuinfektionen auf 100.000 Einwohner. Daraufhin hatten die Berliner Amtsärzte angekündigt, die Kontaktnachverfolgung für Schüler zu beenden und direkte Kontaktpersonen nicht mehr in Quarantäne zu schicken. Das allerdings, so ein auf Familienrecht spezialisierter Rechtsanwalt, führe dazu, dass Ansprüche von Schülern nur noch schwierig durchzusetzen sein werden, die ein Interesse daran haben, dass die Infektion als Arbeitsunfall eingestuft wird. Denn nur dann können sie im Fall von Long COVID eine Unfallrente aus der Gesetzlichen Unfallversicherung erhalten. Zu diesem Zweck müssten sie glaubhaft machen können (vor allem durch die sichere Identifizierung von Mitschülern oder in der Schule beschäftigten Erwachsenen als Infektionsquelle durch einen PCR-Test), dass sie sich nicht außerhalb der Schule infiziert haben.

### Witterungsbedingter Distanzunterricht
Einige Schulen in Niedersachsen erhielten von der für sie zuständigen Kreisverwaltung Mitte Februar 2022 die Erlaubnis, witterungsbedingt einen Distanzunterricht durchzuführen. Obwohl in vielen Fällen erst am frühen Morgen des betreffenden Tags feststeht, dass in einem bestimmten Landkreis oder einer bestimmten kreisfreien Stadt witterungsbedingt kein Präsenzunterricht stattfinden kann, sollen Schüler nicht mehr an Tagen, an denen sie kurzfristig von Schulschließungen betroffen sind, von unterrichtlichen Verpflichtungen freigestellt werden. Für alle Lerngruppen soll es auf dem Bildungsserver des Landes Niedersachsen eine „Notfallreserve“ geben, auf die Schüler von überall im Land aus bei kurzfristig anfallenden Schulschließungen online zurückgreifen können und ab Ende Februar 2022 müssen, sofern für sie keine von ihrer Schule „maßgeschneiderten“ Lösungen für den Distanzunterricht zur Verfügung stehen.
Auch außerhalb Niedersachsens, vor allem in Nordrhein-Westfalen, wurde Distanzunterricht als Ersatz für witterungsbedingt nicht möglichen Präsenzunterricht durchgeführt. Schulministerin Yvonne Gebauer erläuterte ihre Anordnung vom 16. Februar 2022, wonach „in den nordrhein-westfälischen Schulen morgen kein Unterricht stattfinden“ werde, mit den Worten: „Selbstverständlich kann die bestehende digitale Infrastruktur von den Schulen dafür genutzt werden, um die Schülerinnen und Schüler mit Aufgaben für das heimische Lernen während des morgigen, unwetterbedingten landesweiten Unterrichtsausfalls zu versorgen. Darüber hinaus können Lehrkräfte am morgigen Tag auch digitale Unterrichtseinheiten organisieren.“

## Rechtliche Probleme bei der Planung von Distanzunterricht

### Zulässigkeit des Software-Einsatzes
Jede Software, bei der personenbezogene Daten der Schüler erhoben werden, bedarf der Zulassung durch das betreffende Land. Für die Genehmigung von im Unterricht eingesetzter Software ist das Bildungsministerium des jeweiligen Landes zuständig.
Schüler und ihre Eltern dürfen nicht gezwungen werden, eine Einwilligungserklärung abzugeben, durch die die Schüler in die Anwendung einer bestimmten Software einbezogen werden dürfen. In Nordrhein-Westfalen kann die Verweigerung einer Einwilligung durch einzelne Eltern oder Schüler dazu führen, dass die betroffene Schule sich zur Durchführung von Distanzunterricht auf E-Mails und Telefonate beschränken oder sogar auf analoge Medien ausweichen muss. Aus einem entsprechenden Verhalten dürfen Schülern und deren Eltern keine Nachteile erwachsen.

### Datenschutz
Problematisch ist generell die Verwendung von Software, z. B. zur Organisation von Videokonferenzen, bei der Daten in die USA transferiert werden. Der thüringische Datenschutzbeauftragte Lutz Hasse hat ausdrücklich den Einsatz von WhatsApp für Unterrichtszwecke in Thüringen verboten. Laut einem Urteil der Europäischen Gerichtshofs (EuGH) vom 16. Juli 2020 gehören nämlich die USA nicht zu den Staaten, die einen Datenschutz auf dem von der Datenschutz-Grundverordnung (DSGVO) der EU verlangten Niveau garantieren können. Hasse droht thüringischen Lehrkräften mit der Verhängung eines Bußgelds, wenn sie nicht garantieren können, dass nicht „die Grundrechte von Kindern verletzt werden, [indem] Daten über sie herausgegeben werden.“
Da es den meisten Lehrkräften an Fachwissen zu der Frage mangelt, auf welche Weise die von ihnen und ihren Schülern für Unterrichtszwecke genutzten privaten Endgeräte die dort gesammelten Daten verarbeiten, empfehlen Datenschützer die Verwendung von Dienstgeräten durch Lehrkräfte, die ihnen der Schulträger zur Verfügung stellen müsste und für deren einwandfreien Zustand schuleigene Administratoren verantwortlich wären.
Auch die Rechte von Schülern wären nach Ansicht von Datenschützern besser geschützt, wenn sie im Unterricht nicht mit ihren privaten Smartphones arbeiten würden. Sinnvoll sei es z. B., ihnen einen Klassensatz mit Endgeräten im Eigentum der Schule ohne Listen mit Telefonnummern und E-Mail-Adressen auszuleihen, deren Benutzer regelmäßig wechseln.
Aufzeichnungen und Screenshots sind während Video-Konferenzen im Distanzunterricht verboten. Das Recht am eigenen Bild gilt auch für Videokonferenzen.

## Medienkonzept
Das Medienkonzept einer Schule ist ein technisch-pädagogisches Konzept zur Nutzung von Medien. Seine Erstellung ist für Schulen in Deutschland Voraussetzung für eine finanzielle Förderung im Rahmen des Digitalpaktes. In ihm können die Anforderungen des Distanzunterrichtes berücksichtigt sein. Die nordrhein-westfälische Bezirksregierung Münster hat im Februar 2021 „Qualitätskriterien zur Beschreibung des Standes der schulischen Medienkonzeptentwicklung“ als Unterstützungsangebot für Schulen, Schulaufsichten und Medienberater herausgegeben. Die Handreichung enthält Arbeitsschritte, die, nach und nach abgearbeitet, im Ergebnis zu einem Medienkonzept der jeweiligen Einrichtung führen sollen, die der Bezirksregierung unterstellt ist. Da aber Digitalisierungsprozesse zu keinem Zeitpunkt als abgeschlossen anzusehen seien, könnten mit der Evaluation des Medienkonzepts zu einem bestimmten Zeitpunkt die Prozesse nicht als beendet gelten.
Zur „lernförderlichen Verknüpfung von Präsenz- und Distanzunterricht“ hat das Ministerium für Schule und Bildung des Landes Nordrhein-Westfalen eine Handreichung herausgegeben. Die Bezirksregierung Münster hat hieraus eine Checkliste für weiterführende Schulen abgeleitet.